# Raffinerie de Jubail
La raffinerie de Jubail ou Jubayl (en arabe : الجبيل Al Jubayl) est située près de la ville d'Al-Jubayl dans la province d'Ach-Charqiya dans l'Est de l'Arabie saoudite, sur le golfe Persique. Elle est dirigée par Saudi Aramco (la compagnie pétrolière nationale saoudienne) et Total. C'est l'une des plus importantes raffineries de pétrole du monde avec une capacité de raffinage de 400 000 barils par jour.

## Historique et chiffres
Ce projet a été lancé par Total en 2005, mis en service en 2013 et est pleinement opérationnel depuis 2014. La raffinerie de Jubail est l'une des plus grandes raffineries en activité. Son fonctionnement est assuré par la société Satorp (acronyme de Saudi Aramco Total Refining and Petrochemical Company). Cette dernière est une coentreprise créée en 2008 et détenue à 37,5 % par Total et à 62,5 % par le pétrolier national saoudien Saudi Aramco.
En novembre 2016, le roi Salmane ben Abdelaziz Al Saoud d'Arabie saoudite inaugure la raffinerie de Jubail.
Son coût de construction a été estimé à plus de 9,6 milliards de dollars. En pleine puissance, la raffinerie peut produire plus de 400 000 barils par jour. S’étendant sur près de cinq cents hectares (sept cents terrains de football), elle est la plus grande raffinerie de Total ; sa torchère principale atteint 175 mètres. Aujourd'hui elle fait partie des trois raffineries les plus rentables situées à l'est du canal de Suez.